# Вартовник Михайло Іванович
Михайло Вартовник (20.11.1989-29.09.2023) — український військовослужбовець, Збройних сил України, учасник російсько-української війни.
Навчався у середній загальноосвітній школі № 42 міста Львова. Здобув вищу освіту у Національному університеті «Львівська політехніка» за спеціальністю «Комп'ютерні технології та інженерія».
Після завершення навчання проходив військову службу у лавах 45-го полку імені Олександра Красіцького Західного оперативно-територіального об’єднання Національної гвардії України.
У мирний час працював на посаді комірника у дистрибуційному центрі товариства з обмеженою відповідальністю «Нестле-Україна» в Малехові. Захоплювався автомобілями і грою в шахи, обожнював активний відпочинок із родиною та друзями.
З початком повномасштабного вторгнення російської федерації став на захист Батьківщини від окупантів до складу 116-ї окремої механізованої бригади 10-го армійського корпусу Сухопутних військ Збройних Сил України. За особистий внесок у оборону держави був нагороджений численними відзнаками.